# Árpád-házi Szent Erzsébet-templom (Pozsony)

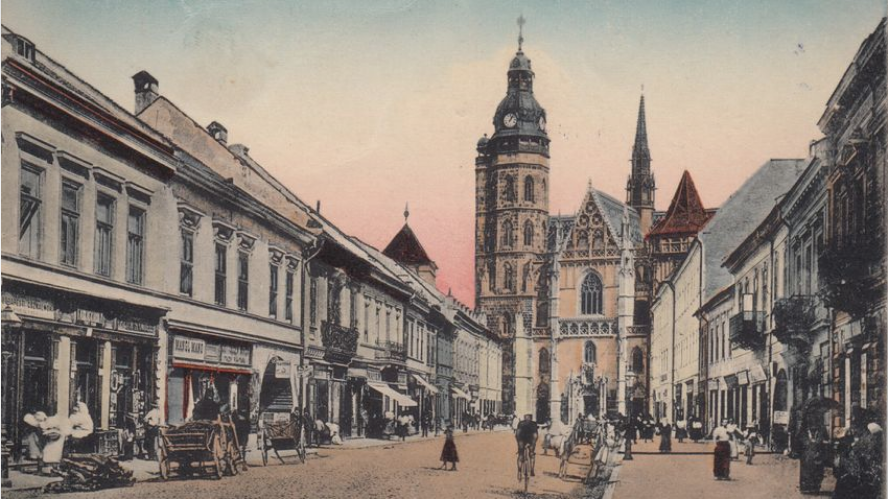
Árpád-házi Szent Erzsébet-templom

Az Árpád-házi Szent Erzsébet-templom az Szent Erzsébet-rendiek temploma Pozsonyban. A templom Pozsony-Óvárosban áll. A rendszerváltozás után a rend visszakapta a templomot és a mellette levő kolostort és kórházat, a rendtagok jelenleg főképp rákos betegek ápolásával foglalkoznak. A templom védőszentje Árpád-házi Szent Erzsébet.

## Története
A templomot a barokk korban építették 1739-1745 között  Pilgram Ferenc Antal tervei szerint. Az építkezést anyagilag Esterházy Imre prímás fedezte. A templom képei és freskói Paul Troger bécsi mester munkái. A szobrokat feltehetőleg Gode Lajos készítette, aki Georg Raphael Donner tanítványa volt.

## Leírása
A templom oltárképe 1739-ben készült. Rajta Szent Erzsébet látomását ábrázolták. Az oltár két oldalán két ferences szent Assisi Szent Ferenc és Páduai Szent Antal szobrai láthatók. 1743-ban Paul Troger a két mellékoltár képeit is megfestette, melyek témája a Szent Család és a halott Krisztus siratása. A boltíveken található freskók az egyház allegóriáját, Szent Erzsébet tiszteletét és az irgalmasság allegóriáját ábrázolják. A középső kupola tartó oszlopain az 1742-ben készült négy erény (bátorság, bölcsesség, igazságosság, békesség) allegorikus ábrázolása látható. Az összes többi képzőművészeti alkotás Szent Erzsébet életéhez kötődik.